# IC 2391
IC 2391 （也稱為船帆座ο星團或科德韋爾85）是在船帆座的一個疏散星團。據說在西元964年波斯天文學家阿爾蘇飛就已經描述過這個星團，它也被尼可拉·路易·拉卡伊發現，並紀錄為目錄中的Lac II 5。
這個星團距離地球約500光年遠，並且用裸眼就能看見。它大約包含30顆恆星，散布在50弧分的空間中，總視亮度為2.5等。這個星團包括以下裸眼可見的恆星：
- 船帆座ο
- HD 74560 （船帆座HY）
- HD 74146 （船帆座NZ）
- HD 74071 （船帆座HW）
- HD 74196
- HD 74535 （船帆座KT）
- HD 75466
- HD 73952

IC 2391似乎與疏散星團IC 2602有著相同的年齡，並且年齡大約是鋰衰竭界限的5,000萬歲。 IC 2391與百眼巨人星協（Argus Association）的共同移動恆星有著密切的關連。這個移動星群的成員可能包含五帝座一、孔雀九（孔雀座ε）、天倉增十八（鯨魚座49）、HD 61005、和天記增二（HD 88955）。

## 外部連結
- Frommert, Harmut. . SEDS Messier Database. Students for the Exploration and Development of Space. 29 March 1998  [2019-04-02]. （原始内容存档于2019-04-14）.
- WikiSky上关于IC 2391的内容：DSS2, SDSS, GALEX, IRAS, 氢α, X射线, 天文照片, 天图, 文章和图片
- . SIMBAD. 斯特拉斯堡天文資料中心.
- . An Atlas of The Universe.   [2010-08-10]. （原始内容存档于2010-10-25）.

```

Template:Caldwell catalogue
```